# Kuckucksbähnel
| |                                    |                                                          |                                                          |
| Streckennummer (DB): | 3432                               |                                                          |                                                          |
| Kursbuchstrecke (DB): | 279c (1949–1960) 12670 (seit 1984) |                                                          |                                                          |
| Kursbuchstrecke: | 279c (1946)                        |                                                          |                                                          |
| Streckenlänge: | 12,970 km                          |                                                          |                                                          |
| Spurweite: | 1435 mm (Normalspur)               |                                                          |                                                          |
| Maximale Neigung: | 14 ‰                               |                                                          |                                                          |
| |                                    |                                                          |                                                          |
| \| \| \| von Mannheim \| \| \| \| 0,0 \| Lambrecht (Pfalz) \| 173 m \| \| \| \| Sommerbergstraße \| \| \| \| 0,4 \| Bergstraße \| Bergstraße \| \| \| \| nach Saarbrücken \| \| \| \| 1,2 \| Bundesstraße 39 \| Bundesstraße 39 \| \| \| 1,8 \| Frankeneck \| 173 m \| \| \| 2,0 \| Anschlussgleis \| Anschlussgleis \| \| \| 2,2 \| Anschlussgleis \| Anschlussgleis \| \| \| \| \| \| \| \| 2,5 \| Betriebsgrenze DB Netz/ Kuckucksbähnel Bahnbetriebs GmbH \| Betriebsgrenze DB Netz/ Kuckucksbähnel Bahnbetriebs GmbH \| \| \| \| \| \| \| \| \| Mühlbach \| \| \| \| 3,3 \| Esthal (früher Sattelmühle) \| 180 m \| \| \| 3,4 \| Feldweg \| Feldweg \| \| \| 3,8 \| Speyerbach \| Speyerbach \| \| \| 5,6 \| Spangenbergstraße \| Spangenbergstraße \| \| \| 5,6 \| Speyerbach \| Speyerbach \| \| \| 5,6 \| Erfenstein \| 185 m \| \| \| 5,7 \| Speyerbach \| Speyerbach \| \| \| 7,4 \| Breitenstein (Pfalz) \| 195 m \| \| \| 7,5 \| Totenkopfstraße \| Totenkopfstraße \| \| \| 7,6 \| Breitenstein (Pfalz) \| Breitenstein (Pfalz) \| \| \| 7,6 \| Argenbach \| Argenbach \| \| \| 7,9 \| Forstweg \| Forstweg \| \| \| 8,7 \| Speyerbach \| Speyerbach \| \| \| 8,8 \| \| \| \| \| 8,8 \| Speyerbach \| Speyerbach \| \| \| 9,1 \| Speyerbach \| Speyerbach \| \| \| 9,2 \| Helmbach \| 220 m \| \| \| 7,9 \| Kreisstraße 51 \| Kreisstraße 51 \| \| \| 9,4 \| Speyerbach \| Speyerbach \| \| \| 11,0 \| Speyerbach \| Speyerbach \| \| \| 11,5 \| Speyerbach \| Speyerbach \| \| \| 11,6 \| Forstweg \| Forstweg \| \| \| 11,7 \| Speyerbach \| Speyerbach \| \| \| 11,9 \| Forstweg \| Forstweg \| \| \| 12,0 \| Speyerbach \| Speyerbach \| \| \| 12,3 \| Mühlstraße \| Mühlstraße \| \| \| 12,6 \| Bahnhofstraße \| Bahnhofstraße \| \| \| 13,0 \| Elmstein \| 225 m \| |                                    |                                                          |                                                          |
| Strecke |                                    | von Mannheim                                             | von Mannheim                                             |
| Bahnhof | 0,0                                | Lambrecht (Pfalz)                                        | 173 m                                                    |
| Strecke mit Straßenbrücke |                                    | Sommerbergstraße                                         | Sommerbergstraße                                         |
| Brücke | 0,4                                | Bergstraße                                               | Bergstraße                                               |
| Abzweig geradeaus und nach rechts |                                    | nach Saarbrücken                                         | nach Saarbrücken                                         |
| Brücke | 1,2                                | Bundesstraße 39                                          | Bundesstraße 39                                          |
| Haltepunkt / Haltestelle | 1,8                                | Frankeneck                                               | 173 m                                                    |
| Abzweig geradeaus und ehemals nach rechts | 2,0                                | Anschlussgleis                                           | Anschlussgleis                                           |
| Abzweig geradeaus und von rechts | 2,2                                | Anschlussgleis                                           | Anschlussgleis                                           |
| |                                    |                                                          |                                                          |
| Grenze | 2,5                                | Betriebsgrenze DB Netz/ Kuckucksbähnel Bahnbetriebs GmbH | Betriebsgrenze DB Netz/ Kuckucksbähnel Bahnbetriebs GmbH |
| |                                    |                                                          |                                                          |
| Brücke über Wasserlauf |                                    | Mühlbach                                                 | Mühlbach                                                 |
| Dienststation / Betriebs- oder Güterbahnhof | 3,3                                | Esthal (früher Sattelmühle)                              | 180 m                                                    |
| Bahnübergang | 3,4                                | Feldweg                                                  | Feldweg                                                  |
| Brücke über Wasserlauf | 3,8                                | Speyerbach                                               | Speyerbach                                               |
| Bahnübergang | 5,6                                | Spangenbergstraße                                        | Spangenbergstraße                                        |
| Brücke über Wasserlauf | 5,6                                | Speyerbach                                               | Speyerbach                                               |
| Bahnhof | 5,6                                | Erfenstein                                               | 185 m                                                    |
| Brücke über Wasserlauf | 5,7                                | Speyerbach                                               | Speyerbach                                               |
| Dienststation / Betriebs- oder Güterbahnhof | 7,4                                | Breitenstein (Pfalz)                                     | 195 m                                                    |
| Bahnübergang | 7,5                                | Totenkopfstraße                                          | Totenkopfstraße                                          |
| Haltepunkt / Haltestelle | 7,6                                | Breitenstein (Pfalz)                                     | Breitenstein (Pfalz)                                     |
| Brücke über Wasserlauf | 7,6                                | Argenbach                                                | Argenbach                                                |
| Bahnübergang | 7,9                                | Forstweg                                                 | Forstweg                                                 |
| Brücke über Wasserlauf | 8,7                                | Speyerbach                                               | Speyerbach                                               |
| Brücke über Wasserlauf | 8,8                                |                                                          |                                                          |
| Brücke über Wasserlauf | 8,8                                | Speyerbach                                               | Speyerbach                                               |
| Brücke über Wasserlauf | 9,1                                | Speyerbach                                               | Speyerbach                                               |
| Bahnhof | 9,2                                | Helmbach                                                 | 220 m                                                    |
| Bahnübergang | 7,9                                | Kreisstraße 51                                           | Kreisstraße 51                                           |
| Brücke über Wasserlauf | 9,4                                | Speyerbach                                               | Speyerbach                                               |
| Brücke über Wasserlauf | 11,0                               | Speyerbach                                               | Speyerbach                                               |
| Brücke über Wasserlauf | 11,5                               | Speyerbach                                               | Speyerbach                                               |
| Bahnübergang | 11,6                               | Forstweg                                                 | Forstweg                                                 |
| Brücke über Wasserlauf | 11,7                               | Speyerbach                                               | Speyerbach                                               |
| Bahnübergang | 11,9                               | Forstweg                                                 | Forstweg                                                 |
| Brücke über Wasserlauf | 12,0                               | Speyerbach                                               | Speyerbach                                               |
| Strecke mit Straßenbrücke | 12,3                               | Mühlstraße                                               | Mühlstraße                                               |
| Bahnübergang | 12,6                               | Bahnhofstraße                                            | Bahnhofstraße                                            |
| Kopfbahnhof Streckenende | 13,0                               | Elmstein                                                 | 225 m                                                    |

Das Kuckucksbähnel – in der Anfangszeit Elmsteiner Talbahn genannt – ist eine 12,97 km lange Nebenbahn im mittleren Pfälzerwald, die im Großraum Neustadt/Kaiserslautern von Lambrecht nach Elmstein führt. Sie entstand vor allem auf Betreiben der örtlichen Forstindustrie.
1902 wurde der Abschnitt bis zur Sattelmühle zunächst als Industriegleis eröffnet. 1909 wurde er nach Elmstein verlängert und zu einer vollständigen Nebenbahn ausgebaut. Der fahrplanmäßige Personenverkehr, der aufgrund der schwachen Besiedlung der Region stets eine untergeordnete Rolle spielte, wurde 1960 eingestellt; die Einstellung des Güterverkehrs zwischen Frankeneck und Elmstein folgte 1977. Seit 1984 wird die Bahnstrecke als Museumsbahn betrieben; bis Frankeneck findet auf einer ca. 2 km langen Strecke weiterhin Güterverkehr statt.

## Geschichte

### Vorgeschichte (1874–1890)
Das stets waldreiche und deshalb dünn besiedelte Elmsteiner Tal litt in früheren Zeiten – vor allem abseits der Direktverbindung zwischen Neustadt und Kaiserslautern – an seiner schlechten straßenmäßigen Erschließung. Es folgt dem Oberlauf des Speyerbachs, des wichtigsten pfälzischen Zuflusses zum Rhein. Der Reichtum der Speyerbach-Quellgegend war schon immer das Holz. Jahrhundertelang wurde es als Schnitt- oder Scheitholz per Trift in Bächen transportiert, also durch Treibenlassen im Wasser, und wurde in der fast waldlosen Vorderpfalz verkauft.
Bereits im März 1874 beklagten Unternehmer aus den Orten Frankeneck und Neidenfels, dass sich der Gütertransport zum Bahnhof Lambrecht sehr aufwendig gestalte. Aus diesem Grund richteten sie an die Verwaltung der Pfälzischen Eisenbahnen eine Petition auf Schaffung einer ausschließlich dem Güterverkehr dienenden Lade- und Haltestelle der Pfälzischen Ludwigsbahn zwischen den Bahnhöfen Weidenthal und Lambrecht. Sie sollte in Frankeneck unmittelbar an der Mündung des Hochspeyerbachs in den Speyerbach entstehen. Mit einer solchen Betriebsstelle hoffte man Transportkosten zu sparen. Die Bemühungen waren zunächst erfolglos. Allerdings errichtete die Ludwigsbahn-Gesellschaft – seit 1870 Teil der Pfälzischen Eisenbahnen – Ende 1881 am Lambrechter Bahnhof einen entsprechenden Stapelplatz.
Am 28. Mai 1888 sandten 67 Unternehmer eine Erklärung an das bayerische Innenministerium – die Pfalz gehörte damals zum Königreich Bayern – mit dem Ziel, eine Straßenbahn von Neustadt über Lambrecht und Frankeneck bis nach Elmstein zu bauen. Die Eingabe war jedoch nicht erfolgreich; die Verwaltung der Pfälzischen Eisenbahnen kam zu dem Ergebnis, dass die Situation der Verkehrswege befriedigend und der Abstand zu den bestehenden Betriebsstellen der Ludwigsbahn zu gering sei, um eine solche Verbindung zu rechtfertigen. Die Forstbehörden bemängelten an einer Straßenbahnverbindung, dass sie unter anderem ein zusätzliches Umladen des Holzes notwendig mache. Die bayerische Regierung sah es als sinnlos an, zwischen Neustadt und Lambrecht einen Parallelverkehr zur Ludwigsbahn zu schaffen.

### Planung und Eröffnung des Abschnitts Lambrecht–Sattelmühle (1890–1902)
Nachdem die bayerische Regierung am 5. April 1892 einen Gesetzesentwurf entgegengenommen hatte, der den Bau von Nebenbahnen in der Pfalz betraf, sollte sie der Vorlage entsprechend an bestimmte Strecken Zinsgarantien erteilen. Während dieser Zeit stand die Errichtung einer Nebenbahn von Lambrecht nach Elmstein zur Diskussion, für die sich der Abgeordnete Andreas Deinhard in der Abgeordnetenkammer einsetzte.
Mit der schrittweisen Aufgabe der Trift ab dem Ende des 19. Jahrhunderts drohte dem Elmsteiner Tal die Haupterwerbsquelle wegzubrechen; deshalb bemühten sich die Bewohner um Verbesserungen. In ihren Augen lag die Lösung des Problems in einer Bahnverbindung, die den Holztransport per Trift ersetzen sollte. Darüber hinaus wurde die geplante Verbindung als belebendes Element für die Wirtschaft im Elmsteiner Tal betrachtet.

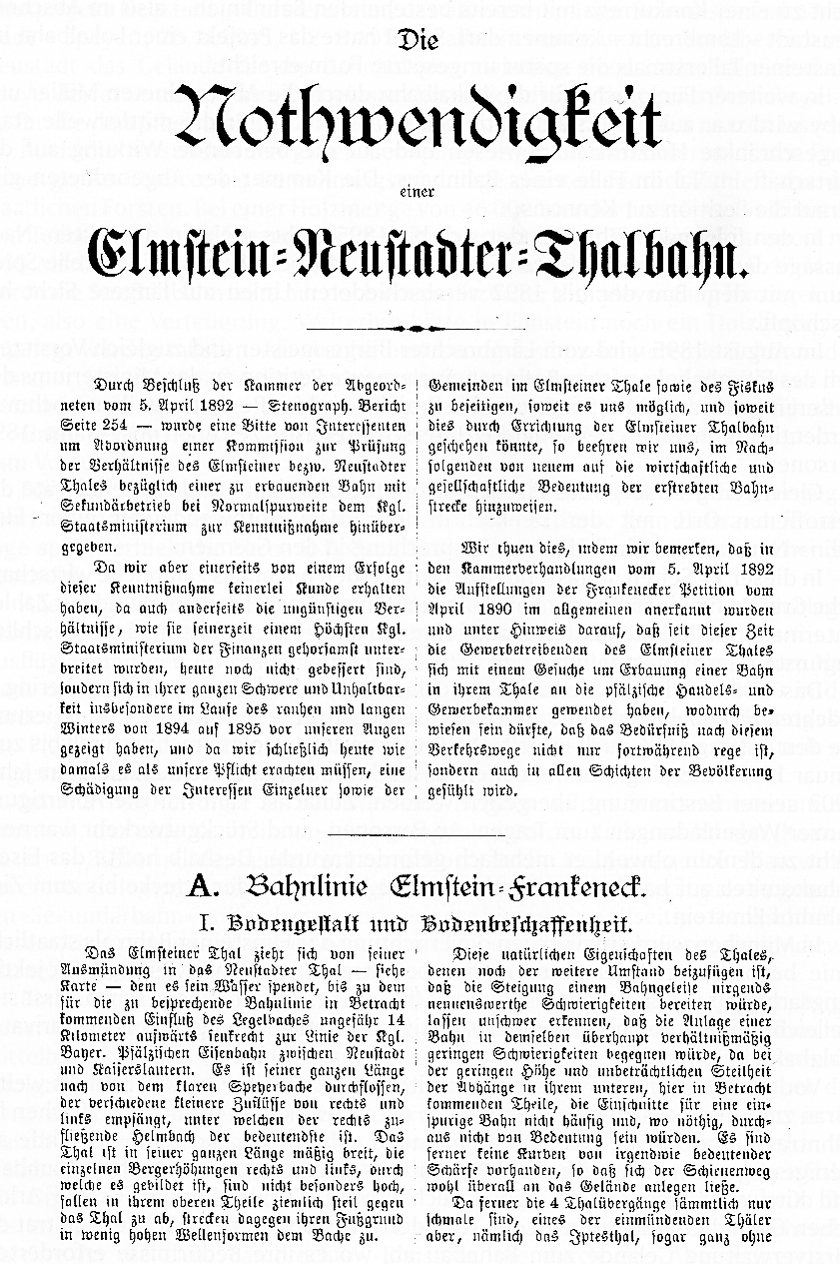
Denkschrift „Die Nothwendigkeit einer Elmstein=Neustadter=Thalbahn“

Im August 1895 bildete sich unter der Führung des Lambrechter Bürgermeisters ein Komitee, das erneut eine Petition an die bayerische Regierung richtete. Zur selben Zeit beschäftigte es die Gremien der entsprechenden Gemeinden mit einer Denkschrift, die den Titel „Die Nothwendigkeit einer Elmstein=Neustadter=Thalbahn“ trug. Ein Jahr später erhielt das Unternehmen Vering & Waechter Zuschlag für die Projektierung. Sie war bereits zum Januar 1897 abgeschlossen. Für den Bau der Strecke zwischen Sattelmühle und Elmstein wurden Kosten von 692.000 Mark veranschlagt.
Zunächst entstand vom Bahnhof Lambrecht aus ein Industriegleis, das über Frankeneck bis zum Weiler Sattelmühle führte und am 15.März 1901 eröffnet wurde. Es diente der Holzabfuhr aus dem Pfälzerwald, zudem konnte sich eine in Frankeneck ansässige Holzfabrik des Gleises bedienen; gleichzeitig bildete das Industriegleis die Keimzelle für die geplante Nebenbahn.

### Projektierung der Bahnstrecke (1902–1904)
In den Jahren 1902 und 1903 existierte ein Projekt, das eine Bahnstrecke von Neustadt nach Saargemünd unter Einbeziehung des Industriegleises und von dort aus weiter über die Mückenwiese, Münchweiler an der Rodalb, Pirmasens, Stürzelbronn, Wingen und Tieffenbach verfocht, das sich jedoch nicht durchsetzte. Das besagte Komitee setzte sich weiterhin dafür ein, das Industriegleis nach Elmstein zu verlängern und sie in diesem Zusammenhang zu einer regulären Bahnstrecke auszubauen. Die Regierung in Bayern verfolgte die Absicht, sie auf staatlicher Basis bauen zu lassen, zumal sich bereits zu dieser Zeit der baldige Übergang der Pfälzischen Eisenbahnen in das Eigentum der Königlich Bayerischen Staats-Eisenbahnen abzeichnete.
Sie sollte weniger dem Personenverkehr als vielmehr dem Holztransport dienen, der den überwiegenden Teil des Güterverkehrs ausmachte. Allerdings rechnete man, weil aus Elmstein und dessen Teilorten Appenthal und Iggelbach insgesamt 130 Arbeiter auswärtig beschäftigt waren, auch im Personenverkehr mit einem gewissen Fahrgastpotential.
Anfang 1904 fand eine Sitzung des Pfälzer Waldbahn-Komitees statt. Denn da die Strecke die Gemarkung unterschiedlicher Dörfer tangierte, deren Ortskerne weitab von der Strecke lagen – wie beispielsweise Hambach, Kirrweiler und Lachen – gestaltete sich der Grunderwerb für die Trasse schwierig. Die Gemeinden Elmstein und Kirrweiler waren bereit, das erforderliche Gelände ohne Entgelt abzutreten. Erstere strebte zudem an, den Anteil von Esthal, Hambach und Lachen aufzubringen. Im weiteren Verhandlungsverlauf stellte sich heraus, dass hierfür ein Geldbetrag im fünfstelligen Bereich aufgebracht werden musste. 35.000 Mark der Grunderwerbskosten wollte Elmstein aufbringen, wegen des Einspruchs des königlichen Ärars billigte man ihr jedoch lediglich 30.000 Mark zu. Darüber hinaus stellten Privatpersonen wie Albert Bürklin und der Graf D'Arlon sowohl Geld als auch Gelände zur Verfügung. Straßenbauingenieure stellten zudem fest, dass dank der Bahnstrecke die Unterhaltungskosten der örtlichen Straßen deutlich geringer ausfielen.
Nach langen Anstrengungen für eine Bahnverbindung ins Elmsteiner Tal erteilte der Landtag von Bayern am 10. August 1904 die Genehmigung zum Bau der Nebenstrecke.

### Bau und Eröffnung (1905–1909)
Im März 1905 begannen dann die Bauarbeiten, für die 800.000 Kubikmeter Erde bewegt wurden und deren Kosten sich auf insgesamt 692.000 Mark bezifferten. Für die Festlegung der Trasse und die Geländearbeiten war die Eisenbahninspektion Neustadt zuständig.

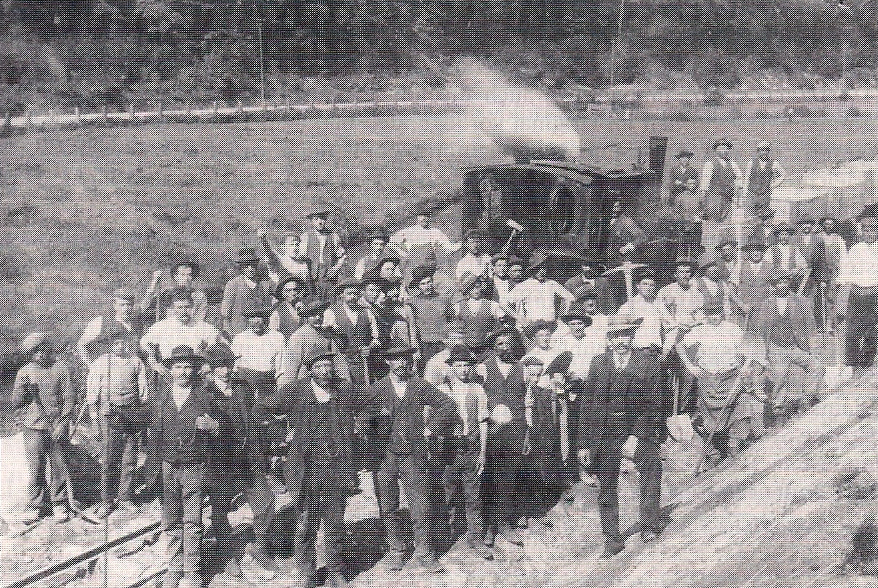
Arbeiter mit Feldbahnzug beim Bau des Kuckucksbähnels

Das 9,55 km lange Teilstück Sattelmühle–Elmstein wurde von deutschen und italienischen Arbeitern erbaut. 1907 erfolgte die hierfür erforderliche Erweiterung des Bahnhofs Lambrecht. Die örtliche Bauwirtschaft profitierte ebenfalls von der Errichtung der Strecke. Gebaut wurde hauptsächlich in Handarbeit, lediglich eine Feldbahn mit einer kleinen Dampflokomotive diente zur Unterstützung. Das Gleisbett wurde auf Sandstein gelegt, über den Speyerbach wurden insgesamt elf Brücken errichtet.
Am 18. Januar 1909 fand eine Probefahrt auf der Strecke statt, die der technischen Überprüfung diente. Der Probezug erreichte um elf Uhr morgens den Bahnhof Elmstein. Fünf Tage später war die offizielle Eröffnungsfeier. Der erste Zug sollte um 6:20 Uhr in Elmstein abfahren. Hierbei ereignete sich jedoch ein Unfall, der nach allen Archivunterlagen ohne Verletzte blieb, auch wenn vielfach berichtet wird, es sei ein Menschenleben zu beklagen gewesen. Die Jungfernfahrt war schon nach wenigen Metern zu Ende, als der Zug wegen einer falsch gestellten Weiche mit Volldampf in den neuen Lokschuppen fuhr. Die Lokomotive hatte nur wenige Schrammen, am Lokschuppen hingegen waren größere Schäden entstanden, die behoben werden mussten. Als Ersatz traf ein Zug aus Lambrecht um 8:15 Uhr am Streckenendpunkt ein; um 10 Uhr fuhr schließlich der erste Zug von Elmstein nach Lambrecht.
Betreiber waren zunächst die Bayerischen Staatseisenbahnen, denen seit 1. Januar 1909 das gesamte pfälzische Eisenbahnnetz gehörte; somit stellte die Eröffnung der Bahnstrecke eine ihrer ersten Amtshandlungen in der Region dar.

### Weitere Entwicklung (1909–1977)
Während die Strecke anfangs als Elmsteiner Talbahn bezeichnet wurde, setzte sich mit der Zeit der Name Kuckucksbähnel durch. Im Elmsteiner Tal war früher häufig der Ruf des Kuckucks zu hören, weswegen die Bewohner von Elmstein den Spitznamen „Kuckucke“ trugen. Geprägt hat den Begriff Kuckucksbähnel wahrscheinlich der Wirt des Restaurants „Lokschuppen“ am Bahnhof Elmstein. Die regionale Presse nahm den Begriff auf, so dass er sich mit der Zeit zum gängigen Streckennamen entwickelte.
Zum 1. April 1920 wurde die Strecke Eigentum der Deutschen Reichsbahn.  1922 erfolgte die Eingliederung des Bahnhofs in die neu gegründete Reichsbahndirektion Ludwigshafen. Ein Jahr später wurden die am Bahnhof beschäftigten Eisenbahner im Zuge des von Frankreich durchgeführten, bis 1924 dauernden Regiebetriebs ausgewiesen. Danach kehrten sie zurück. Im Zuge der Auflösung der Ludwigshafener Direktion wechselte er zum 1. April 1937 in den Zuständigkeitsbereich der Direktion Mainz; zu dieser Zeit unterstand er dem Betriebsamt (RBA) Neustadt und der Bahnmeisterei Lambrecht.
Nach dem Zweiten Weltkrieg unterstand die Bahnstrecke der Betriebsvereinigung der Südwestdeutschen Eisenbahnen (SWDE), die später in die neu gegründete Deutsche Bundesbahn (DB) überging. Das Kuckucksbähnel gehörte weiter zur Eisenbahn-, später Bundesbahndirektion Mainz. Bald wurde die Rentabilität der Strecke infrage gestellt. Neben dem stark ansteigenden Autoverkehr dieser Zeit trug die DB maßgeblich dazu bei, indem sie eine parallel verlaufende Omnibuslinie einrichtete. Diese hatte den Vorteil, dass sie zusätzlich die Bedienung des Elmsteiner Ortsteils Iggelbach übernahm, der abseits der Bahnstrecke lag und die Fahrten – anders als bei den Zügen – stets bis Neustadt führten.
Zum 17. Mai 1953 wurde die Strecke auf den „vereinfachten Nebenbahndienst“ umgestellt, am 28. Mai 1960 der planmäßige Personenverkehr eingestellt und zum 1. Oktober 1968 das Personal des Bahnhofs Elmstein abgezogen. Nach der Auflösung der Bundesbahndirektion Mainz war ab dem 1. Juni 1971 die Bundesbahndirektion Karlsruhe für die Bahnstrecke zuständig.  Im Jahre 1977 wurde der Güterverkehr eingestellt, nachdem die Forstwirtschaft sich immer weniger rechnete, das Transportaufkommen stark zurückgegangen war und der letzte planmäßige Güterzug bereits am 30. Juni 1976 verkehrt war. In den letzten Betriebsjahren besaß die Strecke offiziell nur noch den Status eines Anschlussgleises.

### Pläne für eine Museumsbahn (seit 1977)
Im seit 1969 bestehenden Landkreis Bad Dürkheim, in dessen Gebiet die Strecke seither liegt, unternahmen Politiker bereits 1971 Versuche, die Bahnstrecke als Museumseisenbahn zu erhalten. Dies verhinderte zunächst jedoch die DB. Trotzdem kamen die Bemühungen, die Strecke zu erhalten, nicht zum Erliegen. So nahm in der Folgezeit der damalige rheinland-pfälzische Verkehrsminister Heinrich Holkenbrink an einer Besichtigungsfahrt teil. Es gelang zunächst, die DB dazu zu bewegen, die geplante Streckenstilllegung und den damit drohenden Rückbau auf einen späteren Zeitpunkt zu verschieben, obwohl die Gleisanlagen bereits bauliche Mängel aufwiesen. Darüber hinaus erklärte sich die Karlsruher Bundesbahndirektion bereit, das gesamte Gelände an die ebenfalls seit 1969 existierende Verbandsgemeinde Lambrecht zu verkaufen.
Da eine Wiederbelebung der Strecke zunächst unrealistisch erschien, liefen bereits Pläne, die Trasse in einen Radweg umzuwandeln beziehungsweise auf ihr Postkutschenfahrten durchzuführen. Währenddessen plante der Südwestfunk die Fernsehserie Der Glücksritter – Die Abenteuer des Robert Curwich. Den Ort Breitenstein samt der Strecke betrachtete der Sender als passenden Drehort, weshalb die teilweise zugewachsene Strecke zwischen Lambrecht und Breitenstein freigeschnitten werden musste. Darüber hinaus musste der Bahndamm gesichert und die Gleise stellenweise repariert werden. Die Dreharbeiten selbst fanden im Mai 1983 statt.
Zur selben Zeit verhandelten DB und der Landkreis über den Verkauf der Strecke, was im Frühjahr 1984 erfolgreich abgeschlossen war. Die Pläne sahen vor, den Museumsbetrieb in Zusammenarbeit mit dem seit 1981 existierenden DGEG-Eisenbahnmuseum Neustadt/Weinstraße durchzuführen. Am 14. Februar 1984 gründeten Eisenbahnfreunde die Kuckucksbähnel-Betriebs-GmbH (KKB), der zunächst die Stadt Neustadt an der Weinstraße, die Verbandsgemeinde Lambrecht, drei Vereine aus der Region und einige Privatpersonen angehörten.

### Museumsbahn (seit 1984)

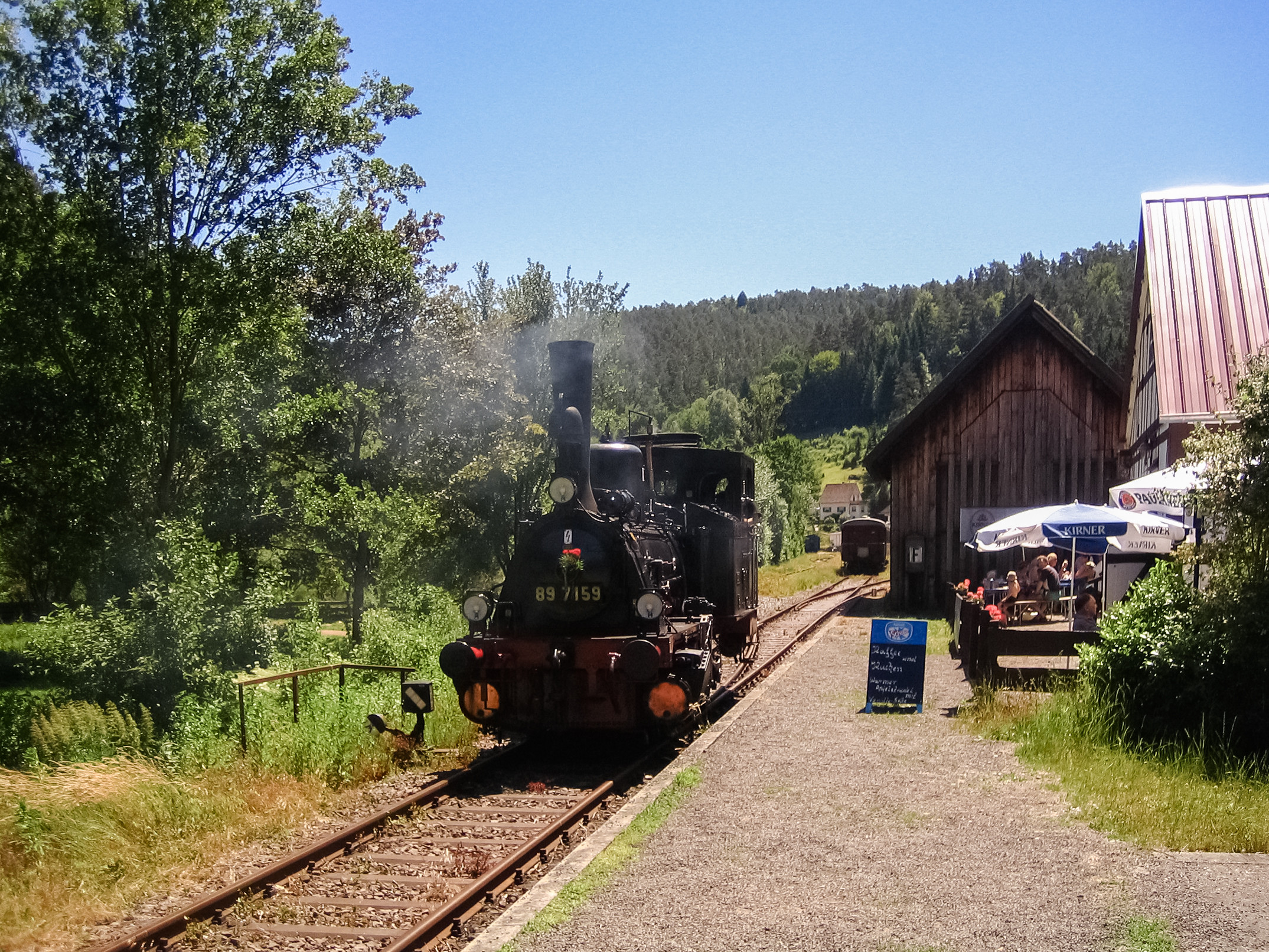
Lok 89 7159 im Bahnhof Elmstein

Am 2. Juni 1984 konnte der Museumsbetrieb schließlich aufgenommen werden. Der Eröffnungszug startete um 9:45 Uhr im Neustadter Hauptbahnhof und transportierte 350 Fahrgäste. Bis Lambrecht musste ihm wegen Auflagen der Bundesbahn die Diesellokomotive V 36 127 vorgespannt werden. Im selben Jahr entstand in Neustadt der Förderverein Kuckucksbähnel, dessen Vorsitzender Werner Schreiner wurde.
Die Bahn wird seither vorzugsweise von Ausflüglern genutzt. Wegen der vielen Fahrgäste mussten die Züge verlängert werden. In den Folgejahren kamen oft Sonderzüge zum Einsatz, so beispielsweise zweimal der Gläserne Zug. Im Juni 2004 feierte das Kuckucksbähnel sein 20-jähriges Bestehen als Museumseisenbahn.
2021 nutzte die Firma Thales die Strecke zu Testfahrten für automatisierten Fahrbetrieb. Dafür wurden unter anderem Eurobalisen installiert.

## Streckenverlauf

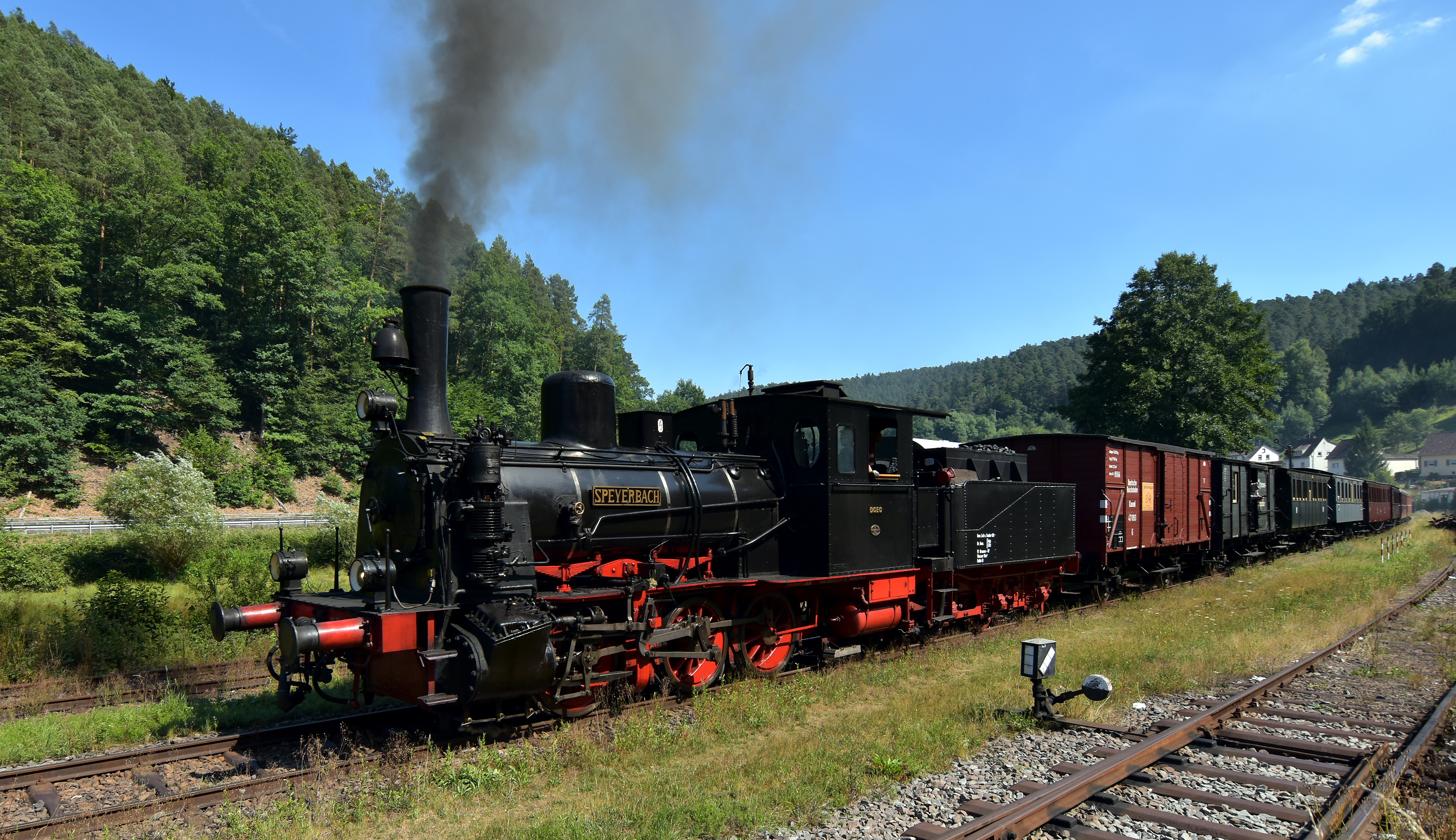
Kuckucksbähnel mit Lok Speyerbach bei der Einfahrt in Elmstein

Nach der Ausfahrt aus dem Bahnhof Lambrecht benutzt die Bahnstrecke das südliche Gleis der Bahnstrecke Mannheim–Saarbrücken, um nach rund 1 km nach Südwesten ins Elmsteiner Tal abzubiegen. Unmittelbar danach überbrückt sie die Bundesstraße 39. Sie passiert den ehemaligen Güterbahnhof Lambrecht sowie die Ortsgemeinde Frankeneck und folgt dem Speyerbach, der im weiteren Streckenverlauf, der von mehreren S-Kurven geprägt ist, mehrfach überquert wird. Dabei kommt sie ausschließlich an sehr kleinen Siedlungen wie Sattelmühle, Erfenstein und Breitenstein vorbei und passiert mehrere Burgen, so die durch eine lokale Sage verbundenen Ruinen Erfenstein und Spangenberg. Dabei führt sie recht nahe an unberührter Natur entlang. Nach Helmbach folgt ein Streckenabschnitt mit einer Steigung von 1:69 (14 ‰), da dort eine Schlucht durchquert wird. Die Strecke endet am Ortseingang von Elmstein, wo sich der Betriebsmittelpunkt befindet.
Die Bahnstrecke Lambrecht–Elmstein verläuft komplett im Landkreis Bad Dürkheim und dort wiederum innerhalb der Verbandsgemeinde Lambrecht. Sie berührt neben der Stadt Lambrecht die Gemeinden Frankeneck, Esthal (vom aufgelassenen Haltepunkt Esthal bis Breitenstein) sowie Elmstein (von Helmbach bis zum Streckenende). Zwischen Breitenstein und Helmbach befährt sie zudem an zwei Stellen das Gebiet einer Exklave der zum Landkreis Südliche Weinstraße gehörenden Ortsgemeinde Kirrweiler. Von Iptestal bis kurz vor Breitenstein grenzt außerdem unmittelbar südlich an die Bahnstrecke das Gebiet der kreisfreien Stadt Neustadt an die Strecke.
Aufgrund der engen Bogen der Strecke (Radien unter 150 m) bestanden Beschränkungen hinsichtlich der Fahrzeuge die hier eingesetzt werden durften.

## Verkehr

### Personenverkehr

Fahrplan von 1953

In den ersten Monaten verkehrten zwischen Lambrecht und Elmstein insgesamt drei Zugpaare. Bereits im Mai des Jahres 1909 erschien ein neuer Fahrplan, demzufolge werktags vier und sonntags fünf Züge pro Richtung fuhren. Dabei fuhren Wagen zweiter, dritter und bis zum 28. Oktober 1928 vierter Klasse. Der 1902 gegründete Pfälzerwald-Verein veranlasste zudem, den Fahrplan auf den Ausflugsverkehr abzustimmen.
Die Fahrzeit zwischen Lambrecht und Elmstein betrug anfangs zwischen 45 und 51 Minuten, konnte aber im Laufe der Jahre bis auf rund 30 Minuten verringert werden. In der Nachkriegszeit verkehrten werktags drei Zugpaare, sonn- und feiertags waren es zwei. Die Züge wurden bis nach Neustadt durchgebunden. Von Januar bis April 1954 existierte an Sonn und Feiertagen kein Verkehr.

### Güterverkehr

Buchfahrplan für den Güterverkehr zwischen Frankeneck und Elmstein im Jahr 1971

Der Güterverkehr, der auf der Strecke stets eine größere Bedeutung als der Personenverkehr hatte, wurde vor allem von der Holzindustrie der Region getragen. Entsprechend wurden Flach- und offene Güterwagen verwendet. Von 1902 bis 1909 bildete die Güterverladestelle Sattelmühle den Umschlagplatz für Güter aus dem Elmsteiner Tal.
In den letzten Jahren der Bedienung des Güterverkehrs zwischen Frankeneck und Elmstein fanden die Fahrten ausschließlich montags, mittwochs und freitags statt. Der letzte planmäßige Güterzug der DB am 30. Juni 1976 führte zwei leere und einen mit Holz beladenen Wagen. Offiziell wurde der Güterverkehr in diesem Abschnitt, der folglich zu einem Anschlussgleis degradiert worden war, am 29. Mai 1977 eingestellt. Dennoch erklärte sich die Bundesbahn bereit, die Frachten an den Lagerplätzen der Bahnhöfe abzufahren.
Auf dem Bahnhof Frankeneck, der nunmehr Bestandteil des Lambrechter Bahnhofs war, wurde bis 1996 Holz verladen; ein Jahr später wurden die Gütergleise demontiert. Bis Ende 2004 gab es einen Gleisanschluss der Papierfabrik Julius Glatz GmbH aus Richtung Lambrecht. Entsprechende Gleisreste befinden sich auf dem Firmengelände. Fünf Jahre später erhielt die Fabrik ein neues Anschlussgleis, diesmal aus Richtung Elmstein. Die Güter werden mit einem Lastkraftwagen verladen, der mit zusätzlichen Radsätzen für Schiene ausgestattet ist.

### Museumsverkehr

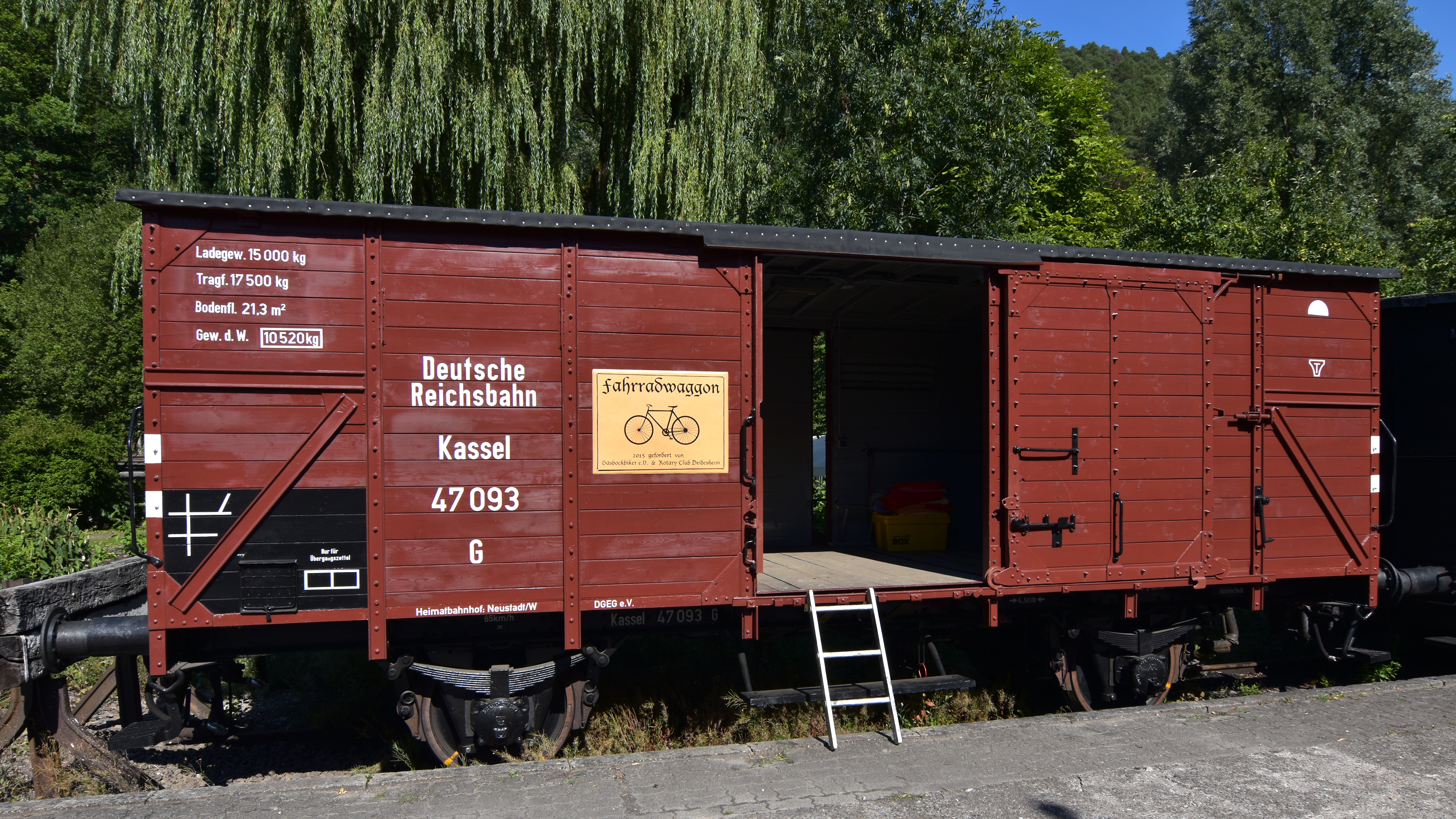
Fahrradtransport im historischen Güterwaggon

Die Züge des Kuckucksbähnels fahren meist von Gleis 5 des Hauptbahnhofs von Neustadt an der Weinstraße. Auf einer Länge von knapp 7 km wird die zweigleisige,  elektrifizierte Strecke Mannheim–Saarbrücken genutzt und dabei der Wolfsberg-Tunnel durchfahren. Im Bahnhof Lambrecht hält das Kuckucksbähnel in der Regel an Gleis 1.
Von April bis Oktober verkehren sonn- und feiertags zwei Zugpaare. Die erste Fahrt am Tag beginnt zwischen 10 und 11 Uhr in Neustadt, wo die letzte Fahrt von Elmstein zwischen 18 und 19 Uhr endet. Die anderen beiden Fahrten beginnen bzw. enden in Lambrecht. Die Reisezeit zwischen Lambrecht und Elmstein beträgt etwa eine Stunde.
Die Fahrpreise liegen zwischen 5 und 25 Euro; Kinder, Familien und Gruppen erhalten Ermäßigung. Die Fahrkarten des Kuckucksbähnels gelten außerdem in der Anschluss-S-Bahn zwischen Lambrecht und Neustadt. Verkauft werden sie im Kuckucksbähnel-Schalter auf Gleis 5 am Bahnhof Neustadt sowie im Bahnhof Elmstein. Wenn die Schalter geschlossen sind bzw. an den Haltepunkten unterwegs fehlen, können die Fahrkarten beim Schaffner gelöst werden. Fahrräder werden in einem historischen Güterwaggon der Deutschen Reichsbahn transportiert.
Nach Bedarf finden auf der Strecke Sonderfahrten statt.

## Fahrzeugeinsatz

### Einsatz von 1909 bis 1977
Zuständig für den Fahrzeugeinsatz war in erster Linie die nächstgelegene Werkstätte Neustadt. Die Dampflokomotiven, die in den ersten Betriebsjahren zum Einsatz kamen, waren solche der Gattungen T 4.I und T 4.II der Pfalzbahn. Bis Ende der 1930er Jahre waren sie beim Kuckucksbähnel vorzufinden. Ab 1927 war die Preußische T 9 – bei der Deutschen Reichsbahn als Baureihe 91 verzeichnet – auf der Strecke ebenfalls anzutreffen und später vor allem deren Unterbauart T 9.3. Einige Jahre später gelangten die seit 1928 ebenfalls in Neustadt stationierten Lokomotiven der DR-Baureihe 64 ebenfalls auf die Nebenstrecke. In der ersten Hälfte der 1950er Jahre wurden die Baureihen 57.10 (vormals Preußische G 10) und 74 (ehemals Preußische T 12) verwendet. Letztere kam vor allem im Rangierdienst zum Einsatz. Am 22. August 1954 zog die 91 593 den letzten planmäßigen Personenzug, der mit Dampf fuhr. An diesem Tag wurde sie mit der Aufschrift „Kuckucks letzte Fahrt“ versehen.
Ab Anfang der 1960er Jahre wurde der Güterverkehr ebenfalls auf Dieselbetrieb umgestellt. Da das Neustadter Betriebswerk zu diesem Zeitpunkt bereits schrittweise aufgelöst wurde, unterstand die Bahnstrecke nunmehr vor allem dem Zuständigkeitsbereich des Pendants in Ludwigshafen. Letzteres setzte für Güterzüge bis zum Jahr 1973 Loks der Baureihe V 22 ein, die ursprünglich für die Wehrmacht gebaut worden waren. Bis zur Einstellung des Güterverkehrs nach Elmstein war fortan die Köf-III-Lok 333 170-9 für die sporadischen Beförderungen zuständig.
Die Personenbeförderung wurde bis zur Einstellung des regulären Personenverkehrs im Jahr 1960 mit Uerdinger Schienenbussen weitergeführt. Stationiert waren diese im Bahnbetriebswerk Landau; von dort aus kamen sie innerhalb der gesamten Pfalz zum Einsatz.

### Museumsfahrzeuge
Die Loks und Wagen des Kuckucksbähnels werden im Auftrag der KKB im Eisenbahnmuseum in Neustadt der Deutschen Gesellschaft für Eisenbahngeschichte (DGEG) unterhalten. Dieses Eisenbahnmuseum ist im historischen Lokschuppen des Hauptbahnhofs von Neustadt an der Weinstraße untergebracht.

#### Lokomotiven
Auf der Strecke kommen mehrere Lokomotiven zum Einsatz, die unterschiedliche historische Wagen durch das Elmsteiner Tal ziehen:
- die Schlepptenderlok Speyerbach, eine dreiachsige ehemalige Industrielok aus dem Jahr 1904
- die 89 7159, eine preußische Lok der Bauart T 3 aus dem Jahr 1910, die zuvor auf der Achertalbahn stationiert gewesen war[44]
- die österreichische Tenderlok 378.78, im April 2022 in Betrieb genommen[45]
- die Diesellok V 36 127, 1941 gebaut

#### Wagen

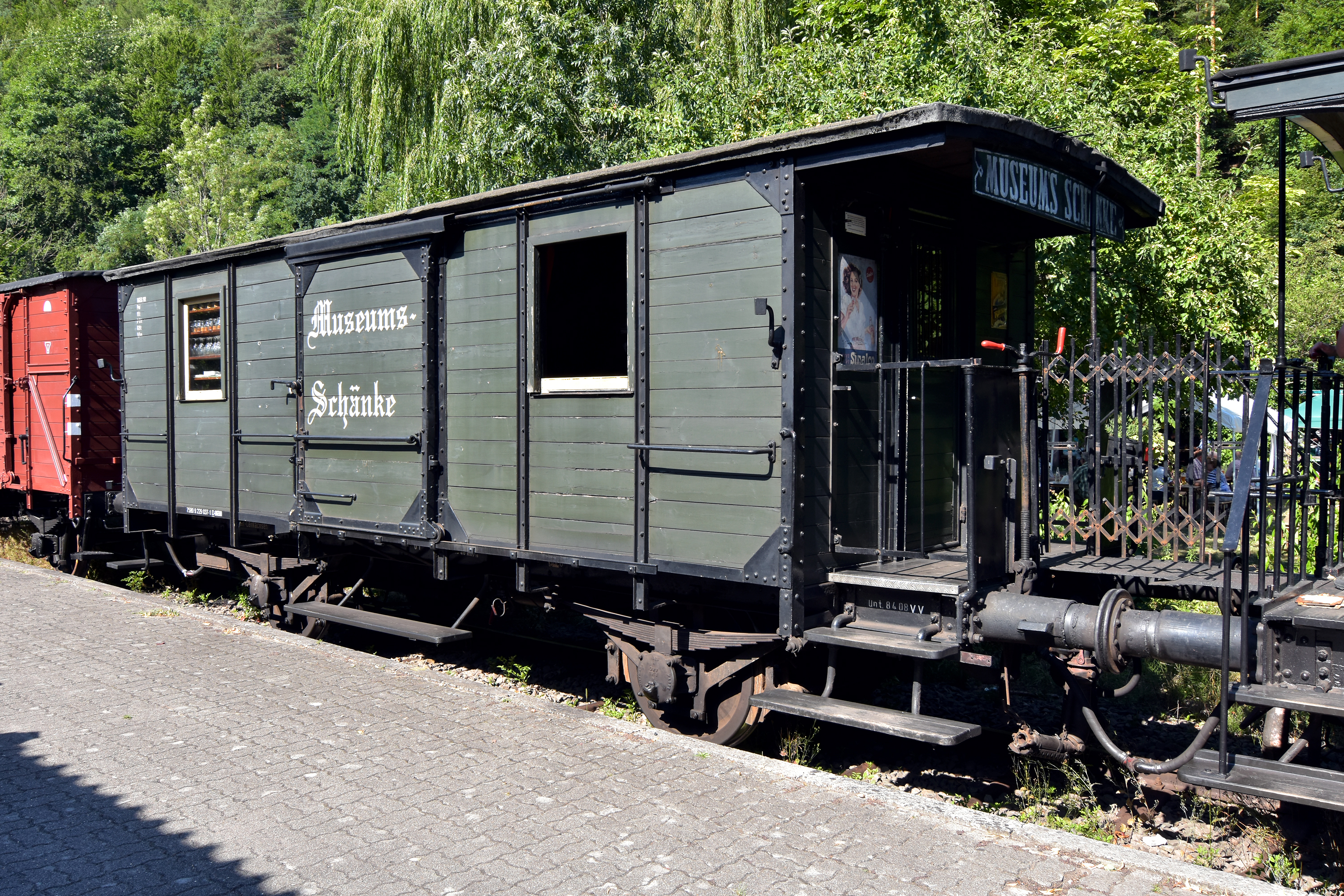
DGEG 102, Wagen mit „Museumsschänke“

| Wagen                       | Baujahr | Frühere Verwendung                                                                                    | Anmerkungen                                                               |
| --------------------------- | ------- | --- | ------------------------------------------------------------------------- |
| Baden 12 240                | 1898    | Badische Staatseisenbahnen                                                                            |                                                                           |
| Stuttgart 11 150            | 1909    | Königlich Württembergische Staats-Eisenbahnen                                                         |                                                                           |
| CCi 4918                    | 1902    | Königlich Württembergische Staats-Eisenbahnen                                                         | dritte Klasse                                                             |
| BCCi 2455                   | 1901    | Königlich Württembergische Staats-Eisenbahnen                                                         |                                                                           |
| Wagen 53                    | 1945    | Bern-Lötschberg-Simplon-Bahn                                                                          |                                                                           |
| Wagen 92                    | 1945    | Bern-Lötschberg-Simplon-Bahn                                                                          | 2017 verkauft                                                             |
| Umbauvierachser „Köln 2288“ |         | Nachkriegs-Umbauprogramm der früheren Deutschen Bundesbahn ehemals preußischer Nebenbahnpersonenwagen |                                                                           |
| Di 4                        | 1891    | Eisern-Siegener Eisenbahn                                                                             |                                                                           |
| DGEG 102                    | 1902    | ehemaliger Nebenbahn-Packwagen                                                                        | wurde in einen Barwagen umgebaut, beherbergt zurzeit die „Museumsschänke“ |

## Betriebsstellen

### Lambrecht (Pfalz)

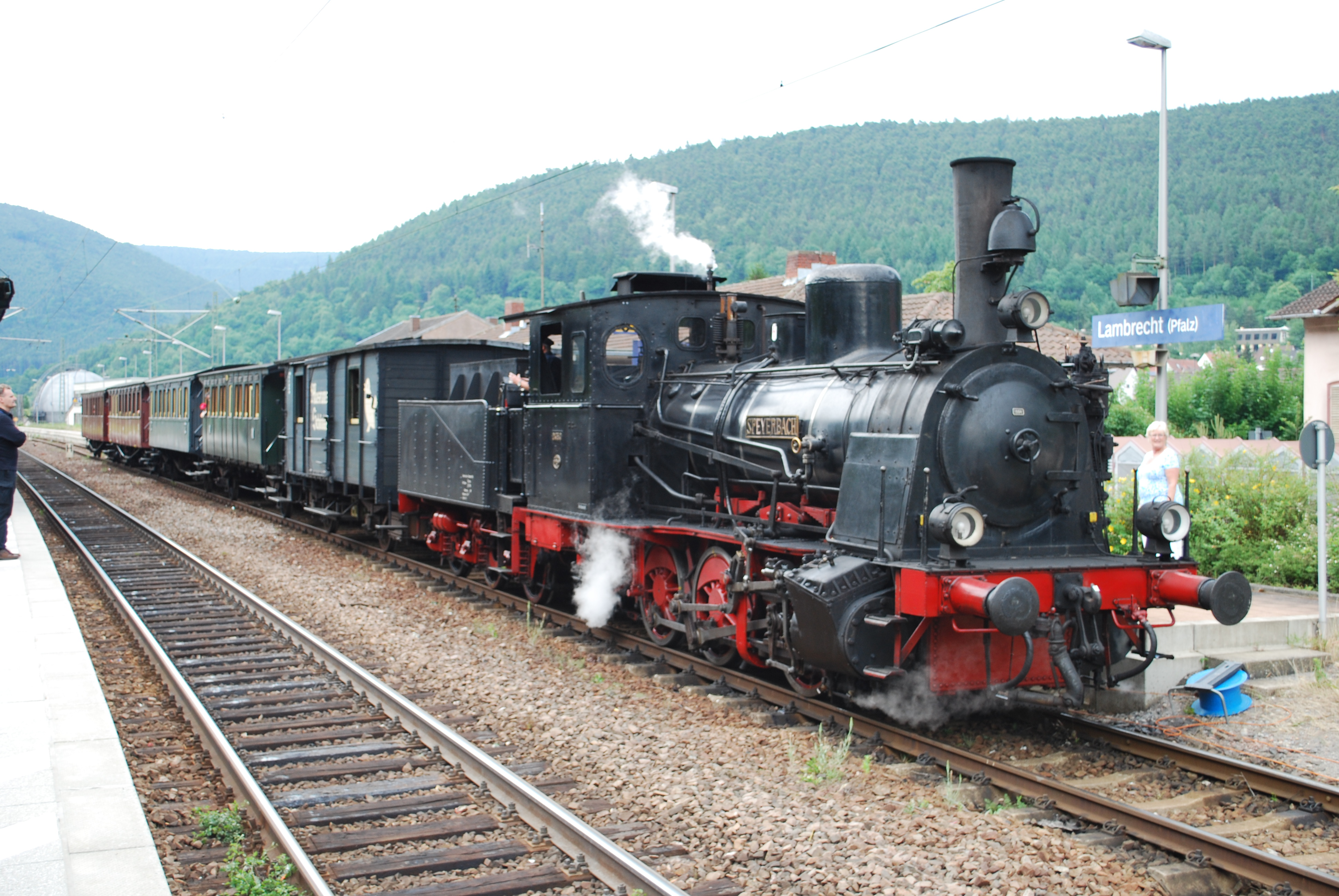
Bahnhof Lambrecht (Pfalz)

Der Bahnhof wurde am 25. August 1849 eröffnet, als die bislang existierende Lücke der Pfälzischen Ludwigsbahn zwischen Frankenstein und Neustadt geschlossen wurde, der zuvor die komplizierte Topografie des Neustadter Tales im Wege gestanden hatte. Entlang dieses Abschnittes war Lambrecht eine von zwei Unterwegsstationen.
Sein ursprüngliches Empfangsgebäude entsprach vom Baustil her demjenigen, der in der Pfalz vor allem in der zweiten Hälfte des 19. Jahrhunderts bei Bahnhöfen üblich war. Im Zweiten Weltkrieg fiel es den Kampfhandlungen zum Opfer. Das derzeitige Bahnhofsgebäude wurde 1957 fertiggestellt. Seit dem 12. März 1964 ist der Bahnhof zudem Teil der vollständig elektrifizierten Magistrale von Mannheim bis nach Saarbrücken. In den 1980er Jahren erhielt er zudem ein Gleisbildstellwerk und 2003 wurde er in das Netz der S-Bahn Rhein-Neckar integriert.
Das Gebäude der früheren Güterabfertigung, welches zuletzt als Privathaus gedient hatte, wurde 1999 abgerissen, um Parkplätze zu schaffen. Am 16. Mai desselben Jahres wurde in Neustadt ein elektronisches Stellwerk in Betrieb genommen, wodurch der Bahnhof Lambrecht seinen letzten Arbeitsplatz einbüßte. Zudem demontierte die Deutsche Bahn im Bahnhof vorhandene Gleise, so dass der Bahnhof seither nur noch dreigleisig ist.

### Frankeneck und Güterbahnhof Lambrecht

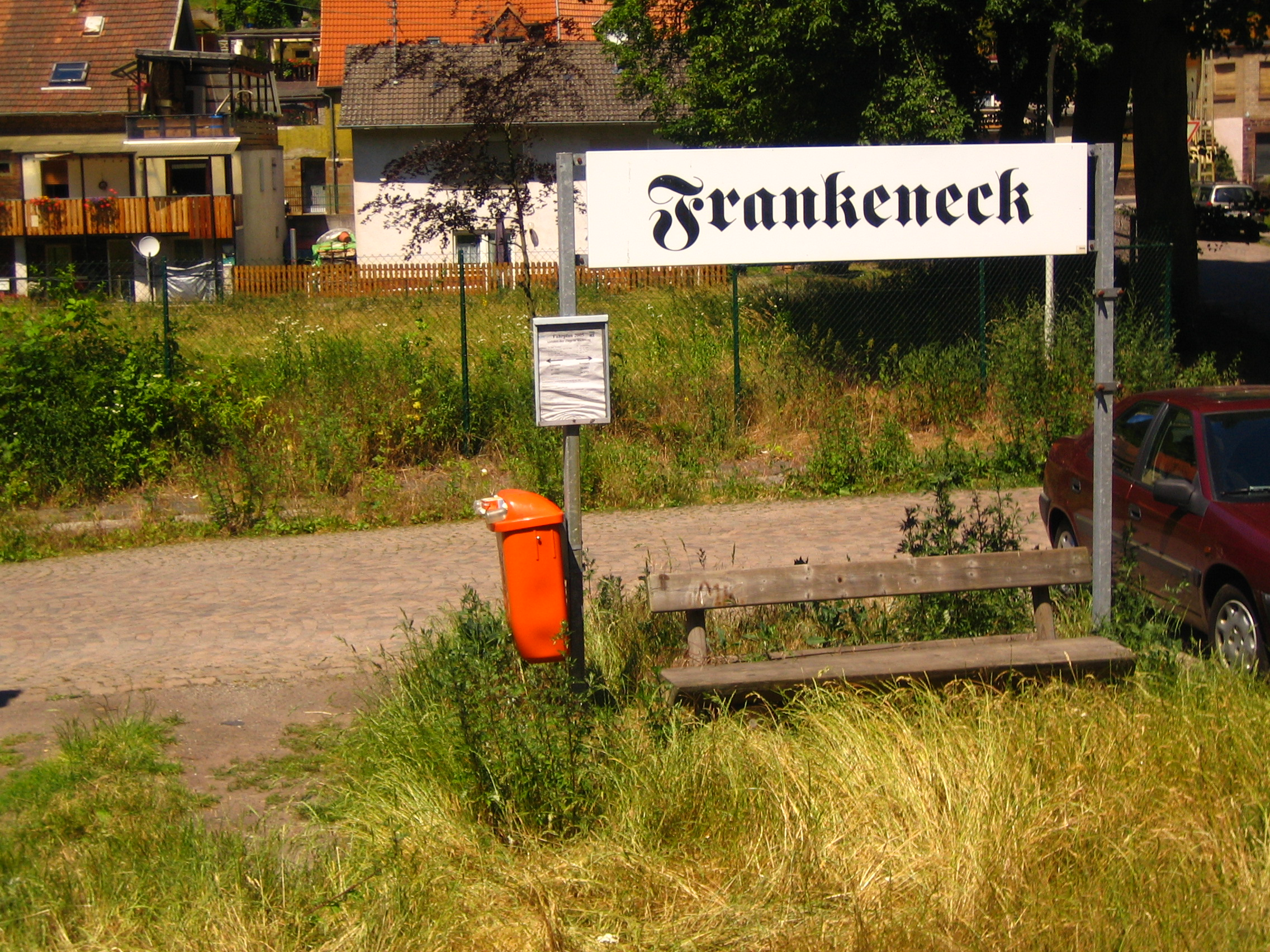
Haltepunkt Frankeneck

Der Haltepunkt und frühere Bahnhof Frankeneck befindet sich auf der Gemarkung von Lambrecht unweit des nordöstlichen Siedlungsrands der Ortsgemeinde Frankeneck. Während der Zeit der Bayerischen Staatseisenbahnen war er als Stationstyp 2 geführt. Da die Platzverhältnisse im Lambrechter Bahnhof beengt waren und dieser an den Grenzen seiner Leistungsfähigkeit angelangt war, fungierte er jahrzehntelang ebenfalls als Güterbahnhof Lambrecht. Einige Jahre nach der Stilllegung wurde er zum „Bahnhofsteil Frankeneck des Bf Lambrecht (Pfalz)“ umfunktioniert.
Mit der regulären Eröffnung der Bahnstrecke erhielt der Bahnhof als einzige Zwischenstation entlang der Strecke ein Empfangsgebäude, das wegen der eher untergeordneten Bedeutung vergleichsweise klein war. Mitte der 1970er Jahre wurde es abgebrochen und 200 Meter entfernt unweit der örtlichen Talstraße wieder errichtet. Bereits um die Jahrtausendwende war es indessen nicht mehr bewohnt und heruntergekommen.
1926 erhielt der Bahnhof ein zusätzliches Gebäude, das der Güterabfertigung diente. Zeitgleich fand ein Ausbau des Bahnhofs statt, wobei auch in der Nähe ein inzwischen abgerissener Lokschuppen entstand.

### Esthal

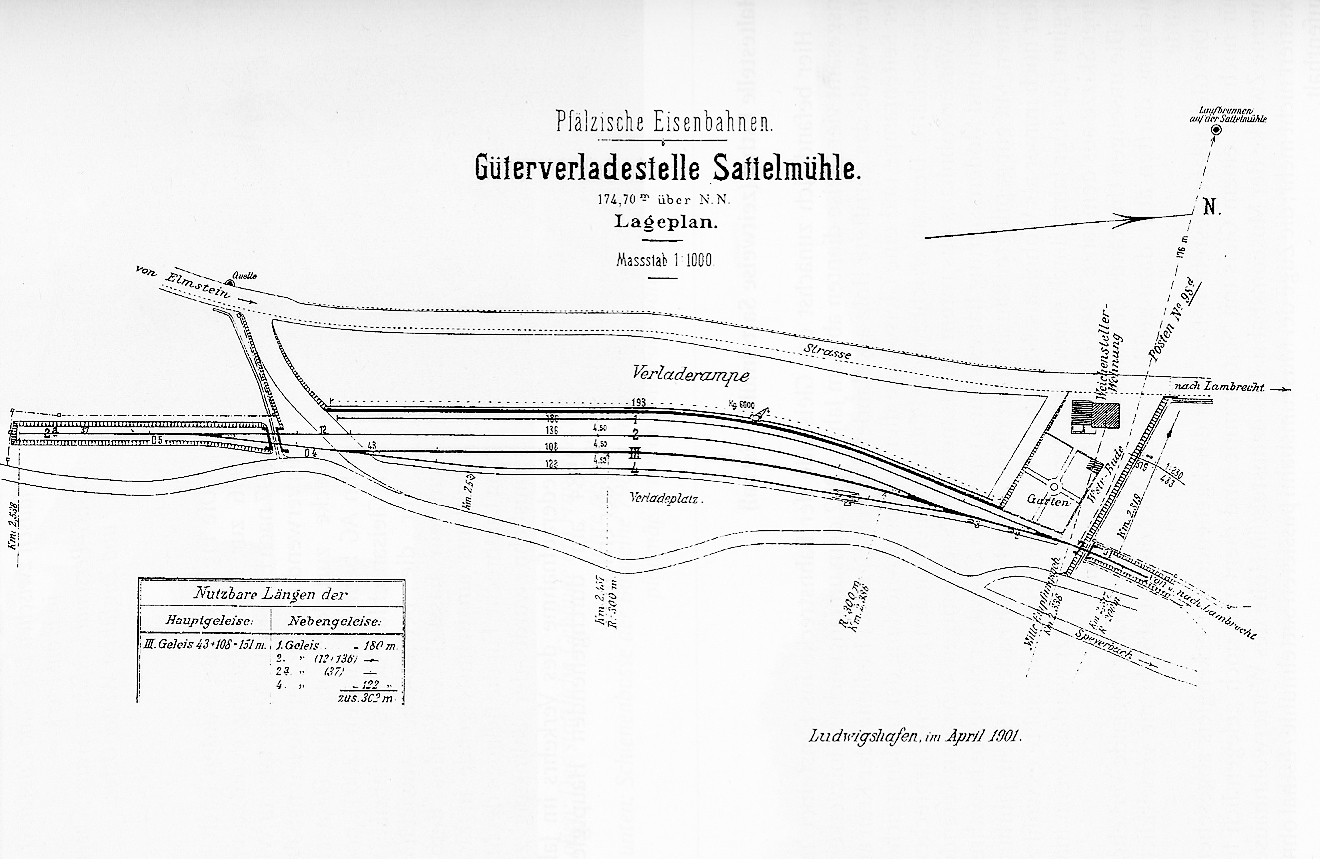
Güterverladestelle Sattelmühle Anfang des 20. Jahrhunderts

Von 1902 bis 1909 war die sogenannte Güterverladestelle Sattelmühle Endpunkt des damals in Lambrecht beginnenden Industriegleises. Mit der Eröffnung des restlichen Abschnitts im Jahr 1909 wurde sie ebenso für Personenzüge zum Unterwegshalt und hieß fortan mit Hinblick auf ihre Bedeutung für das rund 4 km entfernte Siedlungsgebiet von Esthal Sattelmühle-Esthal. Während der Zeit der Bayerischen Staatseisenbahnen war sie als Stationstyp 2 geführt.
Der inzwischen abgerissene Bahnsteig befand sich damals zwischen den beiden noch bestehenden Gleisen. Zur weiteren Ausstattung gehörte unter anderem ein Güterschuppen. Im Zweiten Weltkrieg gab es vonseiten der Reichsbahn Pläne, die Betriebsstelle zu einem vollwertigen Bahnhof auszubauen, die jedoch nicht realisiert wurden. Zuletzt hieß sie Esthal. Zum 1. April 1953 wurde sie zu einem „unbesetzten Haltestelle“. Eine Reaktivierung des Bahnhalts blieb im Zuge der Aufnahme des Museumsbahnverkehrs aus.

### Erfenstein

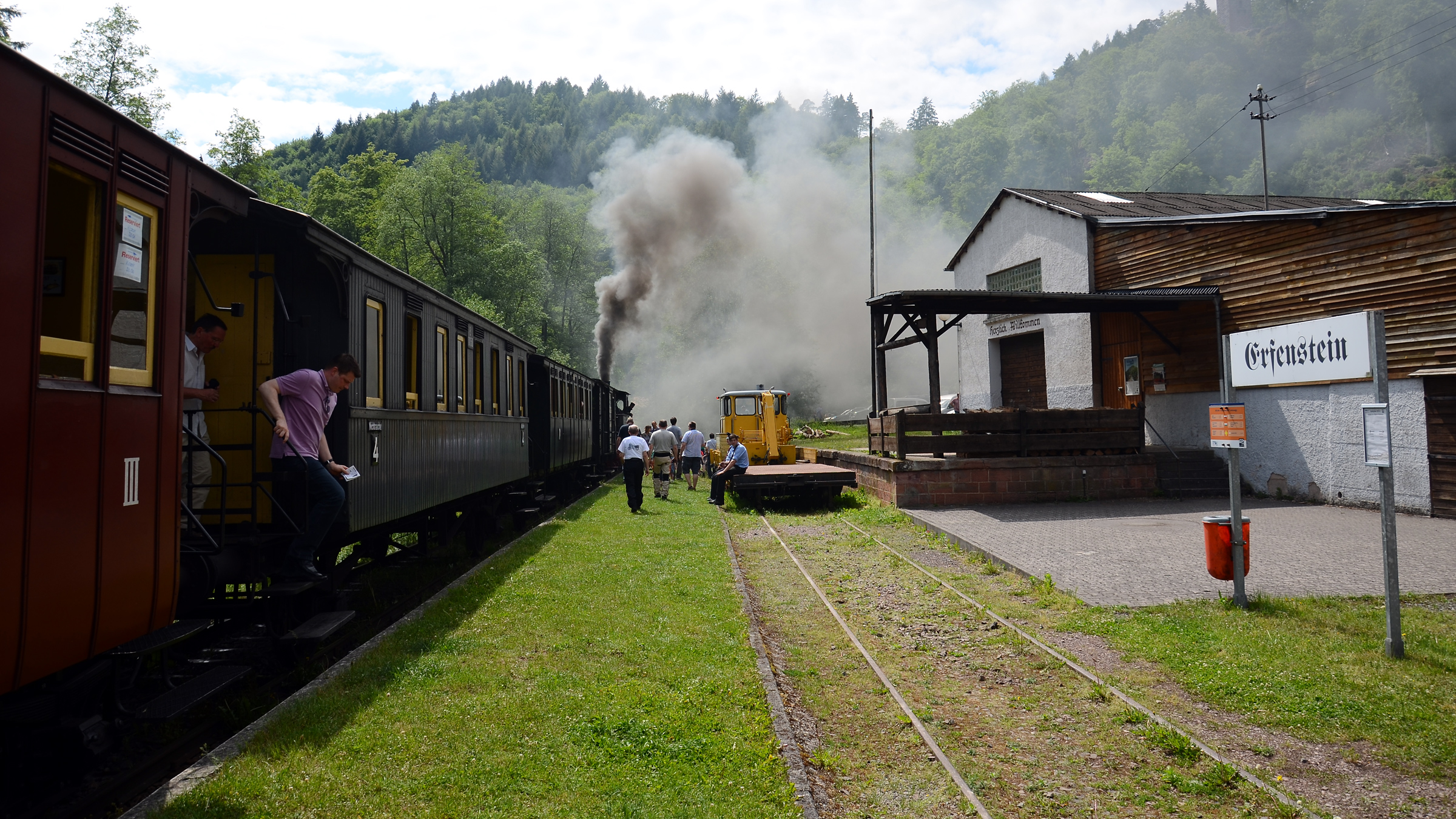
Bahnhof Erfenstein

Ursprünglich befand sich der Bahnsteig von Erfenstein zwischen der Brücke über den Speyerbach aus Richtung Lambrecht und der im nördlichen Bahnhofsbereich befindlichen Weiche 101. Während der Zeit der Bayerischen Staatseisenbahnen war er als Stationstyp 2 geführt. Die Weiche verfügte ursprünglich über einen Gestängeantrieb, der zwischenzeitlich aufgegeben wurde; seine Reste sind jedoch noch vorhanden.
Der Bahnhof, der sich auf Höhe des Weilers und unweit der gleichnamigen Burg befindet, ist heute von allen Unterwegshalten die einzige Betriebsstelle, an der heute noch Zugkreuzungen möglich sind. Diese finden jedoch nur selten statt, beispielsweise bei Fahrten von Sonderzügen. Dementsprechend verfügt Erfenstein derzeit über einen Inselbahnsteig. Das westliche Gleis fungiert als Kreuzungs- beziehungsweise Überholungsgleis. Ursprünglich diente es ausschließlich als Ladegleis und war lediglich aus Richtung Lambrecht befahrbar. Nach dem Umbau zum Kreuzungsbahnhof erhielt der Bahnhof eine weitere Weiche mit der Nummer 102. Bei dieser handelt es sich um Schienenprofile von Länderbahnen, die auf Stahlschwellen montiert wurden.

### Breitenstein

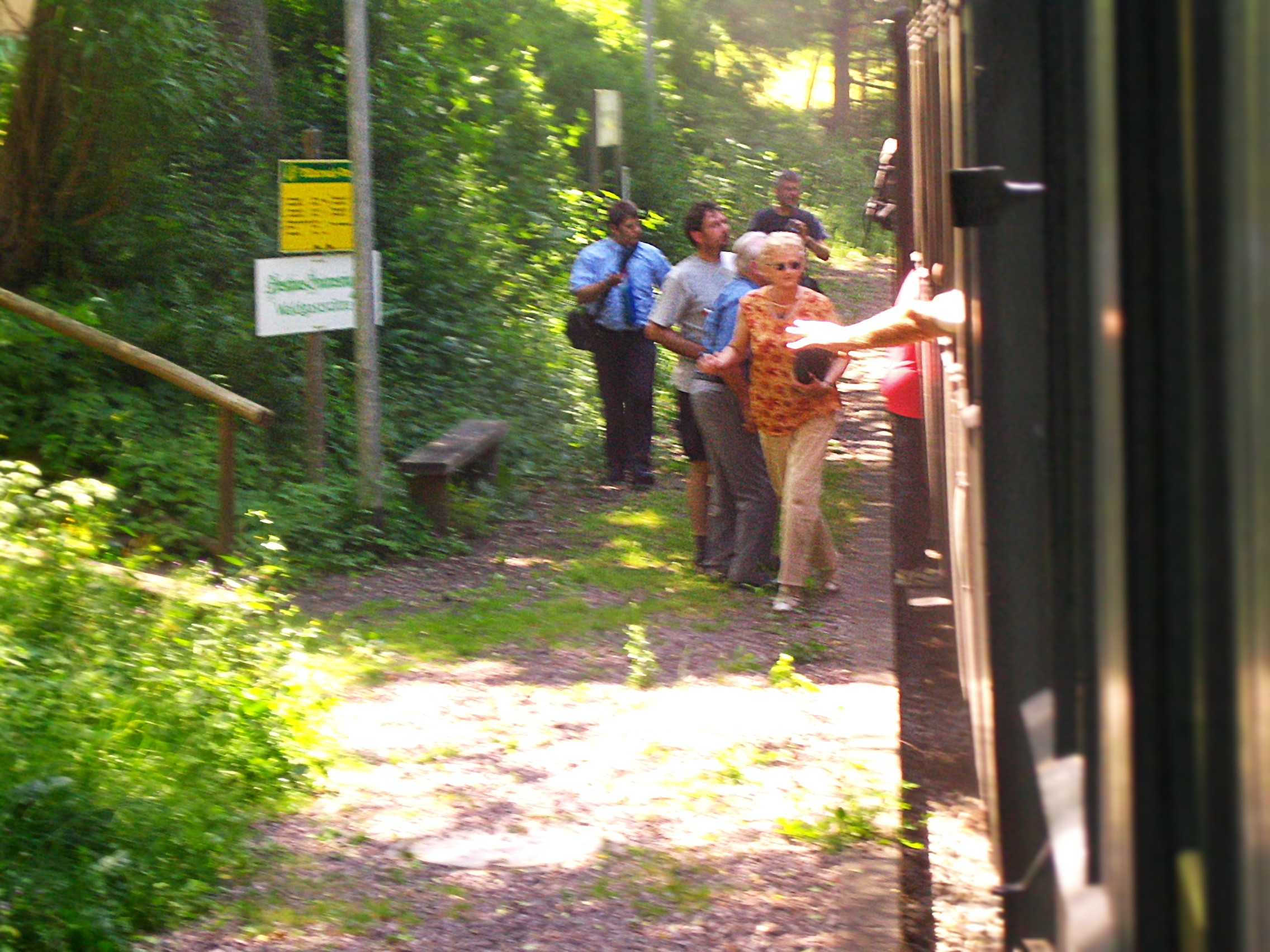
Fahrgastwechsel in Breitenstein

Der heutige Betriebsbahnhof befindet sich beim Streckenkilometer 7,44. Er hat ein Abstellgleis, das aus Richtung Lambrecht angebunden ist und früher ebenso von Elmstein aus befahrbar war. Nördlich des Streckengleises gab es einen insgesamt 50 Meter langen Bahnsteig, dessen Terrain mittlerweile als Gleislager fungiert. Hinzu kam ein Ladegleis, das nach der regulären Einstellung des Personenverkehrs im Jahr 1960 abgebaut wurde. Alle drei Gleise kreuzten damals die nahe Totenkopfstraße.
Während der Zeit der Bayerischen Staatseisenbahnen war der Bahnhof als Stationstyp 2 geführt. Bereits am 25. Dezember 1913 wurde der Fahrkartenverkauf an der Bahnstation eingestellt.
Der heutige Haltepunkt im Zuge des Museumsbahnbetriebs liegt 130 Meter weiter westlich unweit des Forsthauses Breitenstein. Er wird durch die Totenkopfstraße vom Bahnhof getrennt. Unter ihm hindurch fließt der Argenbach, ein rechter Nebenfluss des Speyerbachs.

### Helmbach (Bahnhof und Haltepunkt)

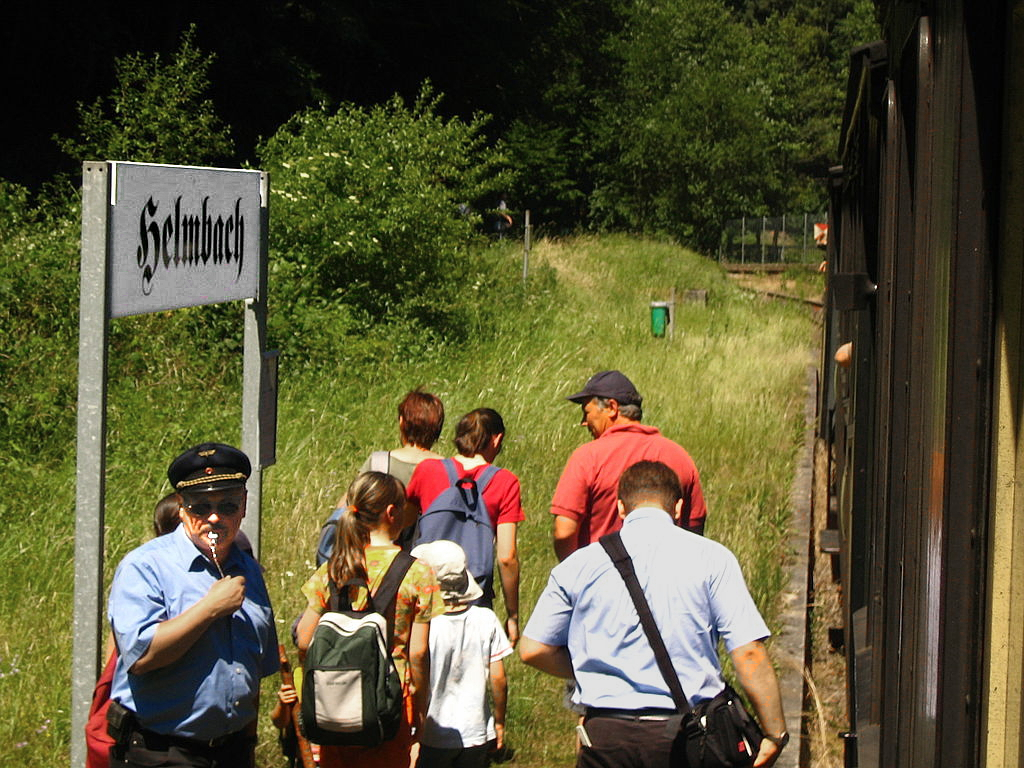
Haltepunkt Helmbach

Der heutige Betriebsbahnhof Helmbach befindet sich beim Streckenkilometer 9,18. Er hat ein Nebengleis, das aus Richtung Lambrecht angebunden ist. Während der Zeit der Bayerischen Staatseisenbahnen hieß er Helmbacher Sägemühle und war als Stationstyp 2 geführt. Der damalige Bahnsteig befand sich zwischen dem Bahnübergang der nach Iggelbach führenden Kreisstraße 51 und der bis heute vorhandenen Weiche 104. Im Güterverkehr spielte die Holzverladung eine große Rolle, weshalb der Bahnhof mit fünf Weichen, zwei Seiten- und einer Kopframpe ausgestattet war. Darüber hinaus besaß er zwei Ladegleise, von denen eines aus beiden Richtungen an das Streckengleis angebunden war. Der jetzige Bahnsteig befindet sich auf Höhe des Nebengleises.

### Elmstein

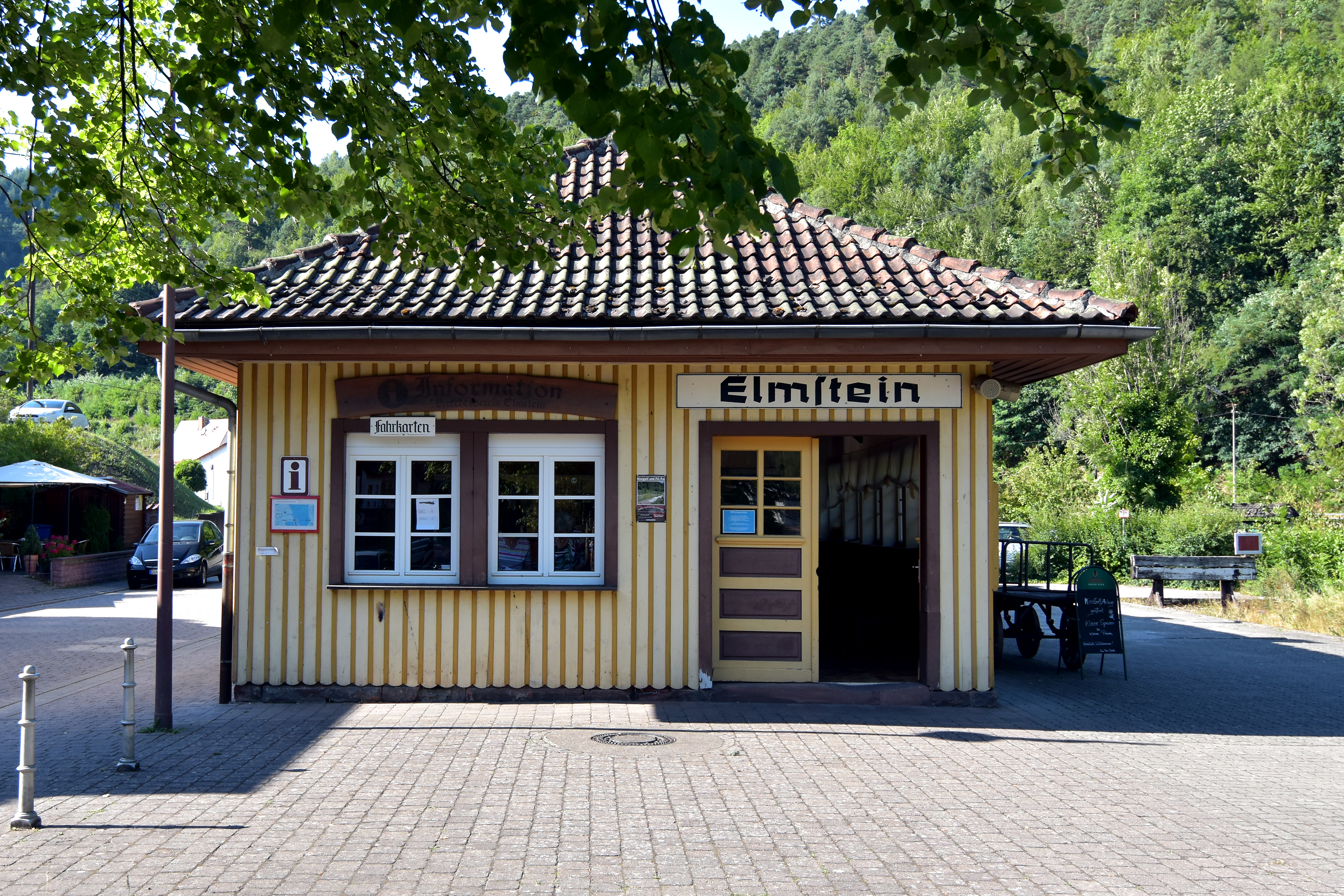
Bahnhof Elmstein

Der Bahnhof liegt am südöstlichen Ortsrand von Elmstein. Von allen Unterwegshalten entlang der Strecke hatte er die größte Bedeutung im Personenverkehr. So lag der jährliche Fahrkartenverkauf vor Ort stets im fünfstelligen Bereich.  Während der Zeit der Bayerischen Staatseisenbahnen war er als Stationstyp 1 geführt. Darüber hinaus bildete er zeitweise einen Lokomotivbahnhof des Neustadter Betriebswerks. Zum 17. Mai 1953 wurde der Bahnhof zu einem Haltepunkt zurückgestuft.
Das Empfangsgebäude ist noch heute vorhanden. Ursprünglich war die Wartehalle offen, erst später wurde diese mit Wänden versehen. Es besteht aus Fachwerk und wurde im Lauf der Jahrzehnte mehrfach umgebaut. Inzwischen dient es dem Fahrkartenverkauf für den Museumsbahnbetrieb; darüber hinaus beherbergt es eine Toilette sowie einen Raum für den Förderverein. Im ehemaligen Lokschuppen – ebenfalls ein Fachwerkgebäude – ist eine Gaststätte untergebracht. In einem Anbau waren Räume für das Personal zum Übernachten untergebracht.